# Ævar Örn Jósepsson
Ævar Örn Jósepsson (ur. 25 sierpnia 1963 w Hafnarfjörður) – islandzki pisarz i dziennikarz.

## Życiorys
Ma troje rodzeństwa, jest najmłodszy. Pierwsze dwa lata życia spędził w Garðabær, na przedmieściach Reykjavíku.
Lata 1981–1982 spędził na wymianie uczniowskiej w Belgii. W 1983 ukończył szkołę średnią w islandzkim Akranes. W latach 1986–1987 studiował dziennikarstwo, politologię i filozofię na University of Stirling. W 1994 otrzymał tytuł Master of Arts z filozofii i kultury anglosaskiej na Uniwersytecie we Fryburgu.
W czasie studiów pracował na kutrach rybackich. W latach 1984–1986 był urzędnikiem bankowym. W 1986 pisał programy dla telewizji, a w 1987 i 1988 – dla radia. Pisał też o muzyce popularnej dla czasopisma „Þjóðviljinn”. Od 1994 pracuje jako dziennikarz. Był redaktorem m.in. czasopisma „Morgunblaðið”, strony internetowej visir.is i Ský-Magazin. Od 1995 pracował dla RÚV-Radio.

## Kariera pisarska
Od 2002 pisze powieści kryminalne. W tym roku opublikował „Skítadjopp”, rok później – „Svartir englar”, a w 2005 wydał „Blóðberg”. Jego opowiadanie „Línudans” znalazło się w tomie opowiadań „Die spannendsten Weihnachtsgeschichten aus Skandinavien” wydanym w 2005. W 2004 został prezesem Skandinaviska Kriminalsällskapet.

## Życie prywatne
Jego żoną jest biolog Sigrún Guðmundsdóttir. Para ma dwie córki, z którymi mieszka w Mosfellsbær.